# آکسبریج

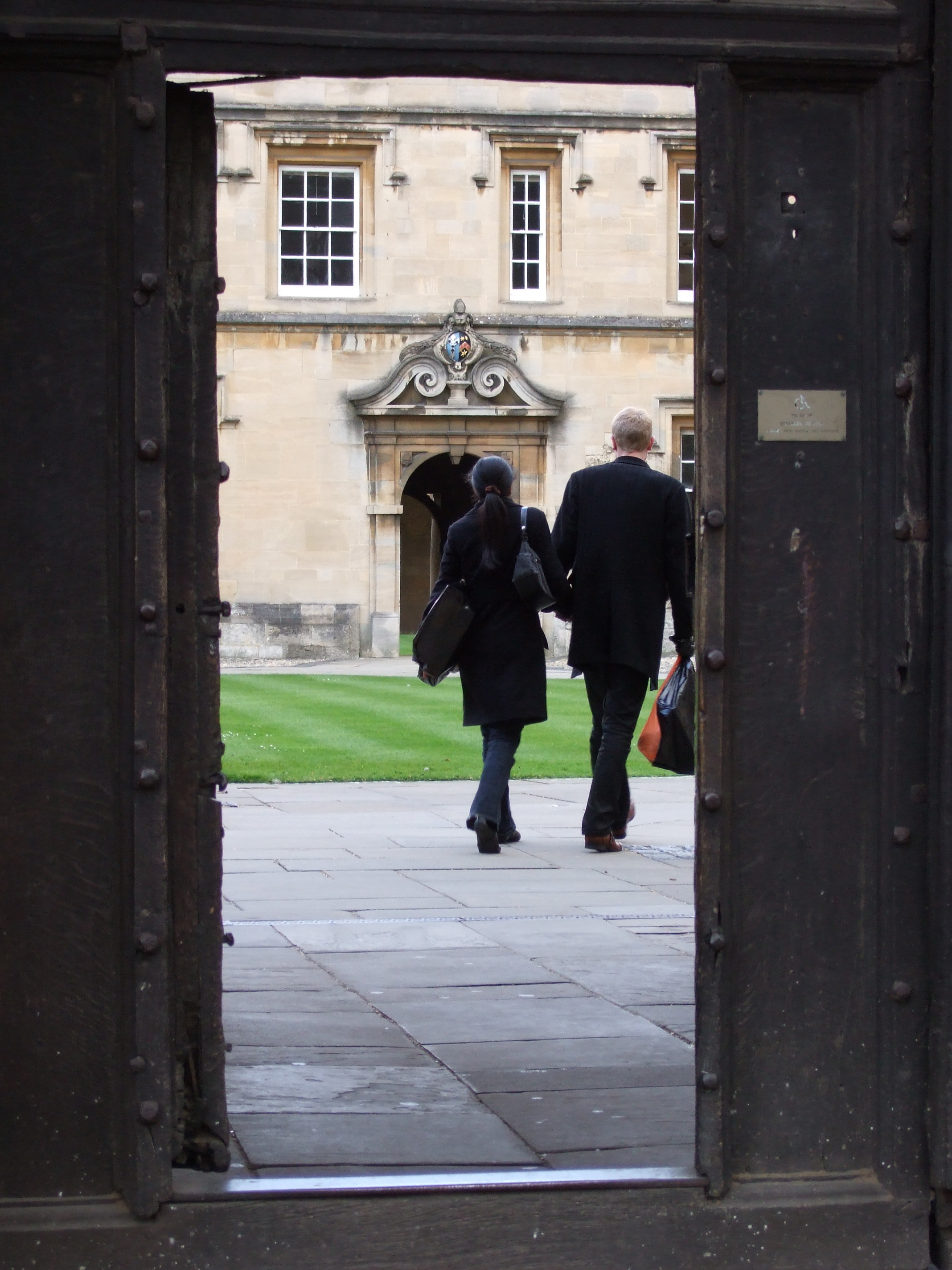
نمای داخلی آکسبریج

آکسبریج (به انگلیسی: Oxbridge) لقبی برای دو دانشگاه قدیمی جهان، کمبریج و آکسفورد است. آکسبریج هم می‌تواند به عنوان اسم برای نامگذاری یکی یا هردوی این دانشگاه‌ها استفاده شود و هم می‌تواند به عنوان فعل برای دانشجویان یا دانشکده‌های این دو دانشگاه از ان استفاده نمود.

## پیوند
- دانشگاه کمبریج
- دانشگاه آکسفورد